# Zenting
Zenting là một đô thị thuộc huyện Freyung-Grafenau trong bang Bayern nước Đức. Đô thị Zenting có diện tích 21,74 km², dân số thời điểm 31 tháng 12 năm 2006 là 1150 người.